# Цишиця-Кольонія
Цишиця-Кольонія (пол. Ciszyca-Kolonia) — село в Польщі, у гміні Тарлув Опатовського повіту Свентокшиського воєводства.
Населення — 75 осіб (2011).
У 1975-1998 роках село належало до Тарнобжезького воєводства.

## Демографія
Демографічна структура на день 31 березня 2011 року:
|          | Загалом | Допрацездатний вік | Працездатний вік | Постпрацездатний вік |
| -------- | ------- | ------------------ | ---------------- | -------------------- |
| Чоловіки | 32      | 2                  | 23               | 7                    |
| Жінки    | 43      | 9                  | 19               | 15                   |
| Разом    | 75      | 11                 | 42               | 22                   |